# Ola Hudson
Ola Hudson (nombre de soltera Oliver; Los Ángeles, 12 de octubre de 1947 – 5 de junio de 2009) fue una diseñadora de moda y de vestuario estadounidense. Diseñó los vestidos de musicales tan conocidos como the Pointer Sisters, Diana Ross, Janet Jackson, David Bowie, John Lennon y Ringo Starr. Era la madre de Saul Hudson, conocido profesionalmente como Slash de Guns N' Roses. Sus diseños se encuentran expuestos en una colección permanente en la Metropolitan Museum of Art.

## Biografía
Hudson estudió en la Lester Horton School of Modern Dance coincidiendo alló con bailarinas como Bella Lewitzsky y Linda Gold. Posteriormente, se fue a estudiar al Instituto de la Danza de París, al Le Loft en Suiza y la Max Rivers School de Londres.
En Londres, conoció y se casó con el diseñador de portadas de discos Anthony Hudson. En 1965, tuvo a su primer hijo, Saul Hudson (Slash de Guns N' Roses) en el Reino Unido.
En 1972, dio a luz a su segundo hijo, Albion. Su matrimonio con Anthony se fue a pique lo que hizo que en 1974 volviera a California para trabajar en Hollywood como diseñadora de vestuario. Había dejado a su familia en Inglaterra, pero se reencontraron con ella en Los Ángeles un año después, en 1975. Sin embargo, ella y Anthony continuaron teniendo períodos de separación a lo largo de su matrimonio.
A mediados de los 70, Hudson diseñó vestidos para David Bowie, con el que tuvo una relación sentimental. "Fue el primer chico que vino después de que mi mamá y mi papá se divorciaron", recordó Slash, "así que no puedo pensar que estuviera tan interesado o feliz... Ahora que soy mayor, puedo tomarme su música en serio... El tipo es un genio. Y trabajé con él un par de veces." 
Hudson murió el 5 de junio de 2009, víctimas de un cáncer de pulmón.

## Carrera
Su empresa de diseño se llamaba Ola Hudson Enterprises, Incorporated. También crearía colecciones para Arpeja, Henri Bendel, Right Bank Clothing y Neiman Marcus en Beverly Hills, Maxfield Blu de Los Ángeles. Sus diseños siempre fueron tildados de minimalistas. Ella comentó en una entrevista "Se trata de ir directamente a lo básico". También fue conocidos por sus diseños futurista, con detalles de la década de los 40, como the Pointer Sisters. Sus diseños se presentaron en una exposición de 1974, "Los Angeles Space-Age Designs: Past-Present-Future". She also designed clothing for dancer Linda Gold.
Hudson diseñó el vestuario de The Man Who Fell to Earth y Station to Station para David Bowie (ambas de 1976). También creó los pantalones negros y el chaleco para el álbum de Bowie The Thin White Duke, también de 1976. Algunos de los artículos que diseñó para Bowie forman parte de la colección permanente de Bowie en la Metropolitan Museum of Modern Art.